# Bartolomé Masó (Municipio)
Bartolomé Masó Márquez ist eine Stadt und ein Municipio (Landkreis) in der kubanischen Provinz Granma. Der Name wurde 1960 im Gedenken an den Unabhängigkeitskämpfer Bartolomé Masó Márquez verliehen.
Das Municipio liegt im Norden der Sierra Maestra und grenzt nördlich an das Municipio Yara, südlich an Guamá, Provinz Santiago de Cuba, im Osten an Buey Arriba und im Westen an Pilón, Manzanillo und Yara. Es hat heute eine Fläche von 628,8 km², wo 56.460 Einwohner leben, was eine Bevölkerungsdichte von 89,8 Einwohnern je Quadratkilometer bedeutet. 73 Prozent der Bevölkerung wohnen in ländlichen, häufig unzugänglichen Regionen.

## Geschichte
Die Wurzeln der heutigen Siedlung geht auf die Zeit der Conquista im 16. Jahrhundert zurück, als Kuba durch die Spanier kolonisiert wurde. Ab 1868 war die Region eine der Hauptschauplätze des Unabhängigkeitskampfes gegen Spanien. Später während der Kubanischen Revolution bildete die Region die erste Ostfront im Kampf gegen die Batista-Diktatur. In den Bergen der Sierra Maestra befand sich der Kommandositz von Fidel Castro. Nach dem Sieg der Revolution wurde hier im Mai 1959 das erste Gesetz zur Agrarreform unterzeichnet.

## Wirtschaft und Infrastruktur
Hauptwirtschaftszweig im Municipio Bartolomé Masó ist die Landwirtschaft. Hauptsächlich werden Zuckerrohr, Kaffee und verschiedene andere Agrarprodukte angebaut. Daneben hat die Forstwirtschaft und Viehhaltung größere Bedeutung.
Im Municipio gibt es 134 Grundschulen, acht Secundarias básicas, vier Pre-universitäre Institute, eine Fach- und Berufsschule, eine Spezialschule, eine Verwaltungsschule und eine Schule der Erwachsenenbildung.
Weiterhin gibt es drei Krankenhäuser, eine Poliklinik, 139 Ärzte, 116 Familienärzte und 29 Zahnärzte.
Im Municipio gibt es 15.861 Wohneinheiten, wovon 87,2 Prozent elektrifiziert sind.